# Cego

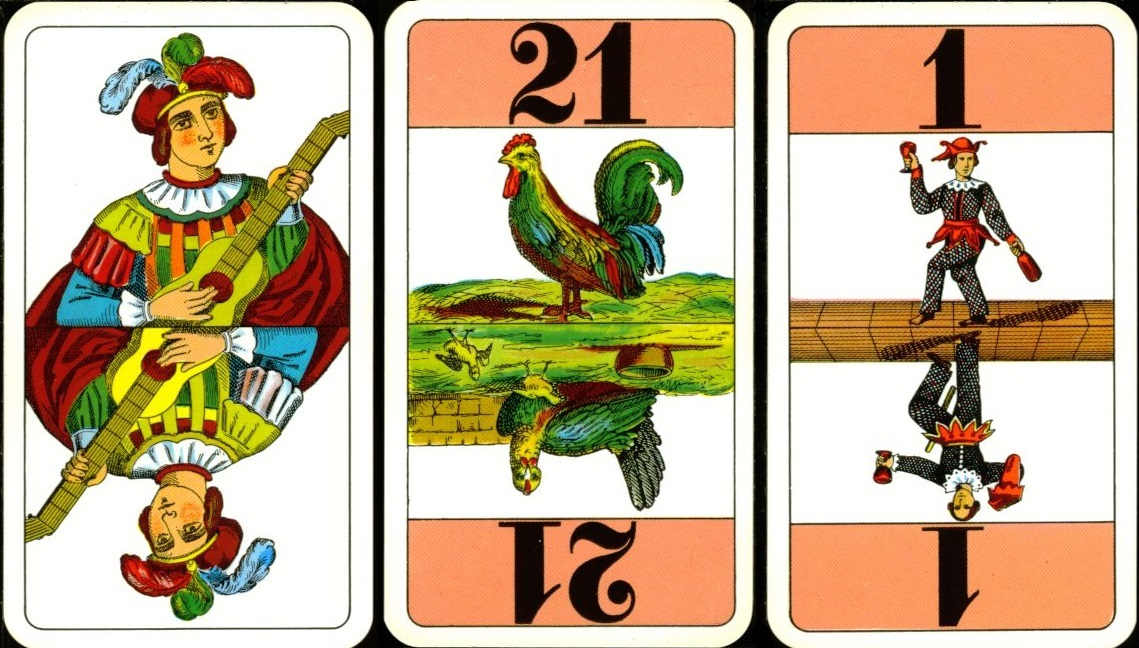
Die Honneurs

Cego (auch Zego, Caeco oder Ceco, von lateinisch caecus = blind) ist ein Kartenspiel aus der Tarock-Familie, das hauptsächlich in Baden, im Schwarzwald und am Bodensee gespielt wird. In Malsch (Landkreis Karlsruhe) hingegen wird das als Badisches Kartenspiel bezeichnete Dreierles gespielt. Der Satz von 54 Karten ist dabei grundsätzlich den meisten Tarockvarianten der ehemaligen Habsburgermonarchie kompatibel (wie Königrufen), das Design der Karten erinnert aber eher an das Französische Tarock. Neben diesem (unten gezeigten) Blatt wird auch noch ein Blatt verwendet, in dem die Tarocke Tierdarstellungen zeigen. Es wird von ASS Altenburger hergestellt. Von seiner Spielweise hat Cego durch den unüblich großen Talon (der Blinde) und den Umgang damit (Aufnahme erst nach Ablegen der Karten) einen völlig eigenständigen Charakter.

## Geschichte und Entwicklung
Manchmal auch Badisches Tarock und historisch auch Zeco, Zego, Zigo, Caeco, Cäco und Ceco. Der Name wird jedenfalls von romanisch c(i)ego (von lateinisch caecus) für blind abgeleitet. Cego wird als Teil des kulturellen Erbes des Schwarzwalds und der Region Baden angesehen.
Nach der Niederlage von Vorderösterreich wurde 1805 ein Großteil seines Territoriums dem Großherzogtum Baden zugeteilt. Während der darauffolgenden Koalitionskriege wurden Soldaten aus Baden mit Napoleons Truppen nach Spanien entsandt, wo sie unter anderem ein neues Kartenspiel, Cascarela, eine Variante von L’Hombre, lernten. Neuere Forschungen legen nahe, dass sie Elemente dieses Spiels nach Baden mitbrachten und das Tarockspiel Dreierles modifizierten, das mit den damals in Süddeutschland noch weit verbreiteten Tarock-Spielkarten gespielt wurde. Das Ergebnis war das Spiel Cego, das so beliebt wurde, dass es sich zum Nationalspiel von Baden und Hohenzollern entwickelte. Dies sind die einzigen Regionen Deutschlands, in denen noch immer Tarockkarten zum Spielen verwendet werden.
Der militärische Hintergrund hierfür ist, dass das Großherzogtum Baden 1808 von Napoleon angewiesen wurde, zusätzliche Truppen in Form eines 1.733 Mann starken Regiments aufzustellen, das für die folgenden sechs Jahre auf der iberischen Halbinsel unter Generalmajor Heinrich von Porbeck eingesetzt wurde, wo es in den Schlachten bei Talavera (1809) und Vitoria (1813) sowie gegen spanische Guerilleros kämpfte. Es erlitt schwere Verluste, nur 500 Soldaten kehrten bis 1814 nach Baden zurück. Einen ausführlichen Bericht über den Einsatz des Badischen Regiments meldet 1892 von Weech in den „Badischen Neujahrsblättern“.
Die erste bekannte Erwähnung spezieller Cego-Kartenpakete stammt aus dem Jahr 1852, als ein Gastronom in Karlsruhe gebrauchte Zego-Karten (Tarrok-Karten) „zu einem günstigen Preis“ zum Verkauf anbot. Die erste vollständige Beschreibung der Cego-Regeln erscheint 1860 in einer Abhandlung über Zigo, die Einzelheiten zu den Regeln für 3 und 4 Spieler sowie ein Lied enthält. Schon damals gab es zwei Solo-, zwei Gegensolo- und mehrere Zigo-Spiele, aber keine Sonderspiele wie Piccolo oder Bettel. Als Zego taucht es 1868 in einem rheinisch-schwäbischen Gedicht über das Spiel mit dem Titel Die Begischten auf. 1901 wurde berichtet, dass Cego neben Sechsundsechzig, Skat, Tapp und Tarock (möglicherweise Großtarock oder Dreierles) eines der beliebtesten Pfennigspiele in Stadt Pforzheim im Großherzogtum Baden war.
1907 gab es sowohl eine 42- als auch eine 54-Blatt Variante und es wurde als „besonders beliebt in Baden“ beschrieben. 1909 wurde Cego als „das beliebteste Kartenspiel Badens“ beschrieben. 1914 verbot der badische Landtag der badischen Gendarmerie, Cego zu spielen, „aus disziplinarischen Gründen“.
1930 veröffentlicht Robert Hülsemann eine skizzenhafte Beschreibung der scheinbar einfacheren Regeln für Cego-Tarock, die nur drei Spiele hat.
1932 wurde für den Atlas der deutschen Volkskunde eine Fragebogenaktion durchgeführt, die unter anderem die Frage enthielt: Welches Kartenspiel spielen die Männer Ihres Ortes am liebsten? Die Antworten, die Cego allein oder neben anderen Spielen nannten, zeichneten dabei überraschend deutlich und vollständig die Landesflächen von Baden und Hohenzollern nach. Lediglich sechs der Orte, in denen Cego überhaupt genannt wurde, liegen in Württemberg, allerdings sämtlich im Grenzgebiet zu Baden (heute Landkreis Tuttlingen). Als Grund nimmt Friedrich Schlager an, dass badische Soldaten, vor allem aber Beamte und Pfarrer während ihrer Ausbildung in den Garnisonen und Hochschulen das Spiel kennenlernten und daraufhin in alle Landesteile verbreiteten. Da Hohenzollern zum badischen Erzbistum Freiburg gehörte, erklärt sich so das Vorhandensein des Spiels in diesem Nachbarland. In den 1870er Jahren kam daneben auch Skat auf. Nach einigen Aussagen der Fragebögen von 1932 begann Skat aber vor allem nach dem Ersten Weltkrieg, Cego zu verdrängen.
Lange gab es keinen überregionale oder deutschlandweite Struktur, die die Regeln festgelegt hat. Der Verein Cego - Schwarzwald e. V. wurde am 5. April 2019 gegründet. Die Regeln wurden in den einzelnen Orten mündlich weitergegeben.
Schriftliche Hinweise gibt auf Sonderspiele gibt es 1950: Piccolo, bei dem der Ansager genau 1 Stich machen muss, und Bettel, bei dem der Ansager keinen Stich machen darf. Bis 1960 hätte die Beliebtheit des Spiels angeblich jedoch so stark abgenommen, dass es nur noch in „entlegenen, abseits gelegenen Gegenden“ in Baden und Hohenzollern zu finden war und hauptsächlich von älteren Leuten gespielt wurde. Zumindest auf der Baar war Cego das Spiel, das bis in die Neunzigerjahre wöchentlich in Gasthäusern und bei Familientreffen gespielt wurde von jung und alt.
1967 taucht schriftlich ein „Ramsch“-Spiel auf; wenn alle passen, ist es einfach „Räuber“ unter einem anderen Namen. Es werden keine Tarife angegeben. Das „Cego“-Gebot „Ein Halbe“ taucht erst in den letzten zehn Jahren in Online-Quellen auf und ist nicht allgemeingültig. Der „Ultimo“-Spiel, bei dem es allein darum geht, den letzten Stich mit dem niedrigsten Trumpf zu machen, und der seit den frühesten Regeln ein fester Bestandteil der Tarockspiele ist, erscheint 2005 in Kastner & Folkvord. Auf der Baar wird der Räuber und der Ultimo seit Gedenken der ältesten Spieler gespielt. Hier müssen diese SOnderspiele schon seit über 100 Jahren so gespielt werden. Kartenspielexperte John McLeod verzeichnet das Spiel 1997 als „Ulti“, als er in Bräunlingen gespielt wurde. Auch die Variante Drescher, die auf der Baar als Wälderspiel belächelt wurde, hat eine jahrzehntelange Tradition.
Der Niedergang Cegos hat sich in den letzten Jahren umgekehrt, da es als traditioneller Teil der badischen und schwarzwälder Kultur angesehen wird. Das Spiel hat sich organisch entwickelt und es gibt viele regionale Varianten, aber in den letzten Jahren hat die Gründung einer Cego-Schwarzwaldmeisterschaft dazu geführt, dass offizielle Turnierregeln festgelegt wurden. Darüber hinaus werden regelmäßig Kurse und lokale Turniere abgehalten und es ist ein fester Bestandteil der „Alemannischen Woche“, die jährlich Ende September im Schwarzwald stattfindet.
Der bekannte deutsche Wirtschaftswissenschaftler Gerold Blümle hat zum Thema „Badens Nationalspiel Cego“ geforscht, gelehrt, gelehrt und geschrieben und hat viel zur Förderung des Spiels beigetragen. Heute wird Cego vor allem in der Oberrheinischen Tiefebene gespielt, dem Schwarzwald, der angrenzenden Baarniederung sowie rund um den Bodensee in der Schweiz und Österreich. Ein Projekt zur Wiederbelebung und Förderung des Spiels sowie zur Durchführung von Live- und Online-Kursen wird vom Schwarzwälder Schauspieler und Kabarettisten Martin Wangler unterstützt. Cego-Kurse werden im Herbst von den regionalen Volkshochschulen Dreisamtal und Hochschwarzwald durchgeführt.
Cego wurde auch im späten 20. Jahrhundert in der Schweiz an der Grenze zu Baden gespielt.

## Die Karten
Die 54 Karten bestehen aus 22 Trümpfen (Truck, Drogg), 16 Bildern und 16 leeren Karten.
Einundzwanzig der Trümpfe sind von 1 bis 21 durchnummeriert. Der höchste Trumpf heißt Stieß oder Gstieß und zeigt einen Spielmann.
Die restlichen Karten (Bilder und leere Karten), enthalten die französischen Farben Kreuz (Kriiz), Pik (Schippä), Herz und Karo (Egg). Dabei stellen die Bilder die Figuren König, Dame, Reiter und Bube dar. Sie können die Trümpfe nicht stechen, besitzen aber bezüglich der Gesamtpunktzahl einen großen Zählwert. Die leeren Karten besitzen weder hohen Zähl- noch Stechwert. Die roten leeren Karten besitzen die Werte 1 bis 4 (Achtung: hier ist die 1 die höchste Karte!), die schwarzen die Werte 7 bis 10.
2023 veröffentlichte die Illustratorin Anita Schwörer, Künstlername Fox, neue Motive, die einen regionaltypischen Hintergrund wie einheimische Trachten und lokale Trachten haben. Dies wurde auch in den regionalen Medien, Fernsehen und Radio SWR und Regionalzeitungen bekannt gemacht.
Für Traditionalisten aber sind sie gewöhnungsbedürftig, u. a. spielt der Gstieß nun Akkordeon statt Gitarre.

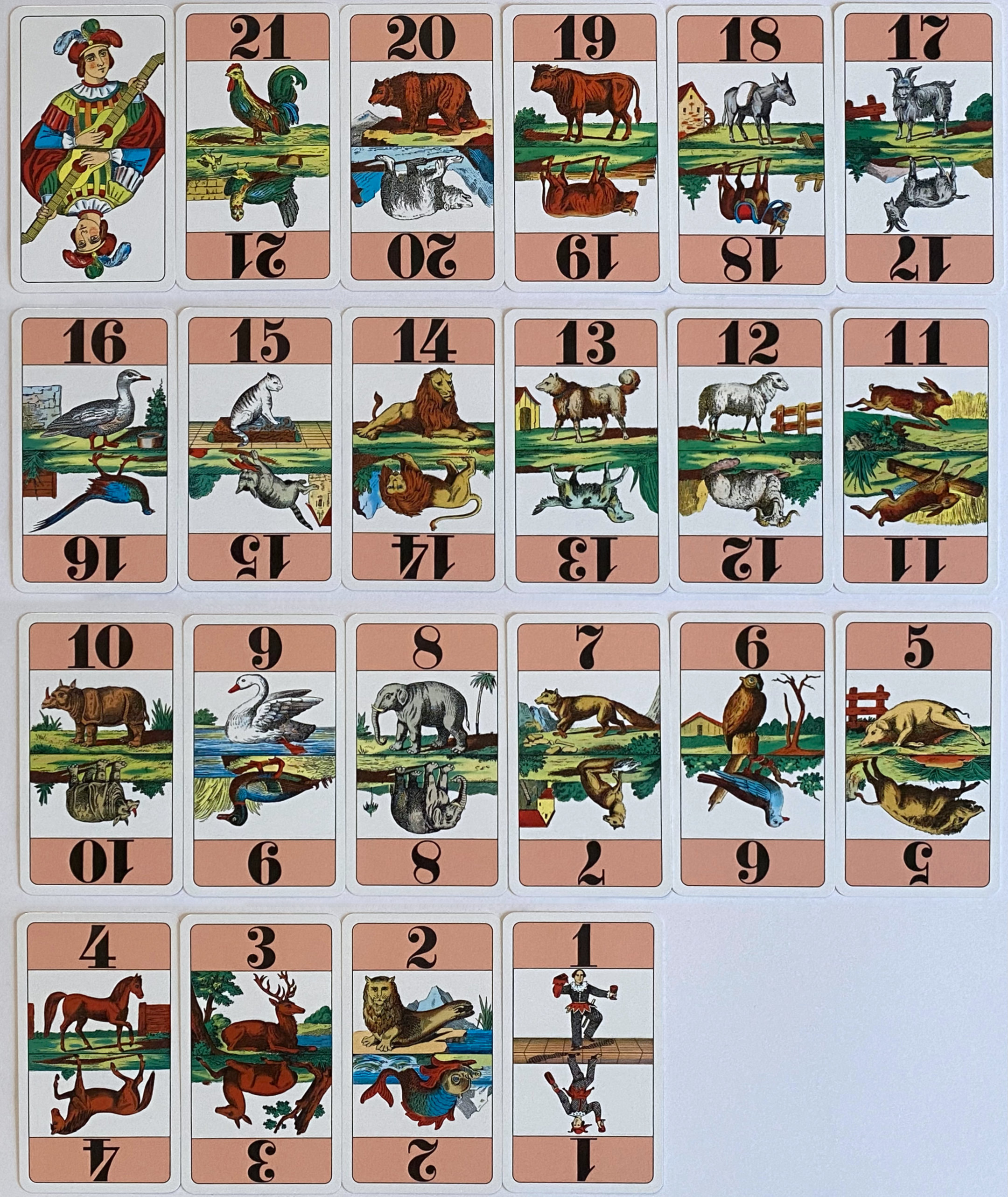
Alle 22 Trümpfe

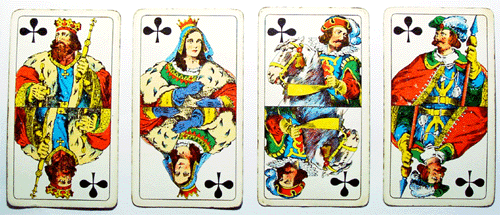
Die vier Kreuz-Bilder

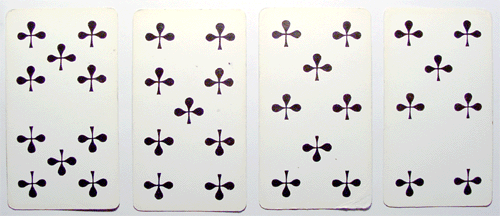
Die vier leeren Karten der Kreuz-Farbe

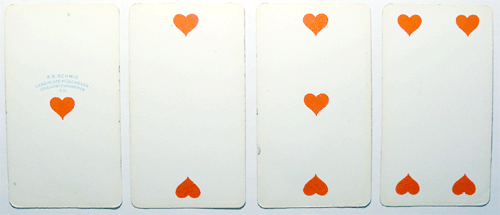
Die vier leeren Karten der Herz-Farbe

### Kartenwerte bei einfacher Addierung
| König (regional auch: Hanor)                      | 4,5 Punkte | ~5 Punkte |
| Dame (regional auch: Gouvernante)                 | 3,5 Punkte | ~4 Punkte |
| Reiter                                            | 2,5 Punkte | ~3 Punkte |
| Bube                                              | 1,5 Punkte | ~2 Punkte |
| Stieß (regional auch: Gstieß)                     | 4,5 Punkte | ~5 Punkte |
| 21 (regional auch: Mund oder Mond)                | 4,5 Punkte | ~5 Punkte |
| 1 (regional auch: „kleiner Mann“ oder „die Gaiß“) | 4,5 Punkte | ~5 Punkte |
| leere Karten und restliche Trümpfe                | 0,5 Punkte | ~1 Punkte |

### Kartenwerte bei Addierung in Dreiergruppen
| König (regional auch: Hanor)                               | 4 1/3 Punkte | ~5 Punkte |
| Dame (regional auch: Gouvernante)                          | 3 1/3 Punkte | ~4 Punkte |
| Reiter                                                     | 2 1/3 Punkte | ~3 Punkte |
| Bube                                                       | 1 1/3 Punkte | ~2 Punkte |
| Stieß (regional auch: Gstieß)                              | 4 1/3 Punkte | ~5 Punkte |
| 21 (regional auch: Mund oder Mond)                         | 4 1/3 Punkte | ~5 Punkte |
| 1 (regional auch: „kleiner Mann“, „Mekke“ oder „die Gaiß“) | 4 1/3 Punkte | ~5 Punkte |
| leere Karten und restliche Trümpfe                         | 1/3 Punkt    | ~0 Punkte |

## Spielregeln
Cego wird zu dritt oder zu viert gespielt, Spielrichtung ist entgegen dem Uhrzeigersinn.
Es spielt in der Regel einer der Spieler gegen alle anderen Spieler. Sein Ziel ist es, mit seinen Stichen eine größere Punktezahl zu erzielen als seine Gegenspieler zusammen. Grundsätzlich muss ein Spieler immer Farbe oder Trumpf bekennen. Kann eine Farbe nicht bekannt werden, so muss (falls vorhanden) ein Trumpf gespielt werden. Erst wenn ein Mitspieler weder die gleiche Farbe noch einen Trumpf hat, darf der Spieler eine andere Karte (Farbe) spielen.
Beim Sonderspiel Räuber spielt jeder gegen jeden.
Für Cego gibt es keine einheitlichen Regeln. Daher gibt es je nach Gegend/Stadt/Dorf unterschiedliche Spielvarianten, die sich im Lauf der Zeit eingebürgert haben. Die nachfolgende Beschreibung kann daher nur als Anhaltspunkt dienen.

### Geben
Der Kartengeber wechselt für jedes Spiel gegen den Uhrzeigersinn reihum.
4 Spieler: Der Geber legt die ersten 10 Karten („der Blinde“) verdeckt auf den Tisch und gibt dann reihum jedem Spieler 11 Karten.
3 Spieler: 12 in den Blinden, 13 Karten pro Spieler. Bei drei Spielern werden die Karo 4, die Pik 7 und die Kreuz 7 aus dem Spiel genommen, es wird mit nur 51 Karten gespielt.

### Nach dem Geben
Als erstes nach dem Geben wird das Solo, beginnend mit dem Vorhandspieler und in Richtung gegen den Uhrzeigersinn, abgefragt. Wenn ein Solo angesagt wird und wenn keiner der anderen Spieler dagegengeht (siehe Reizen), spielt der Solospieler mit seinen Handkarten gegen die anderen Spieler. Der Blinde darf nicht eingesehen werden, zählt aber bei der Punktewertung für den Solospieler.
Das Solo kann als Ultimo gespielt werden, wenn man in den Trümpfen stark ist und zusätzlich in der Handkarte den kleinen Mann (kleinster Trumpf Nr.1) hat. Beim Ultimo muss der letzte Stich mit dem kleinsten Trumpf (kleiner Mann) gemacht werden. Gegen den Ultimo kann nicht gereizt werden. Wird ein Ultimo angesagt, so wird er deshalb auch immer gespielt.
Sagt keiner der Spieler ein Solo (oder bei vier Spielern ein Sonderspiel) an, muss der Spieler rechts neben dem Kartengeber (Vorhand) ein Cego ansagen. Wenn kein anderer Spieler das Spiel durch Reizen an sich zieht, muss der Vorhandspieler das Cego auch spielen.

### Reizen bzw. Steigerungen
Gereizt wird in folgender Reihenfolge:
1. Cego: Die Spieler können mit 2 Karten aus der Handkarte und mit dem Blinden gegen die 2 bzw. 3 anderen Spieler spielen, wenn die anderen Spieler nicht höher reizen wollen. Aus dem Blinden muss eine beliebige Karte wieder gedrückt werden (so haben alle Spieler 13, bzw. bei 4 Spielern 11, Karten auf der Hand).
2. Eine: Der Spieler der 'Eine' sagt, spielt mit einer beliebigen Karte aus seiner Handkarte mit dem Blinden gegen seine Mitspieler.
3. eine Leere: Eine leere Karte aus der Handkarte wird gleich ausgespielt. Mit den Karten aus dem 'Blinden' wird dann weitergespielt.
4. zwei Leere: Zwei leere Karten (im Interesse des Spielmachers möglichst mit gleicher Farbe) werden aus der Handkarte gleich ausgespielt. Mit den Karten aus dem 'Blinden' wird dann weitergespielt. Aus dem Blinden muss der kleinste Trumpf gedrückt werden. Die Karte wird abseits gelegt, damit die Mitspieler nach dem Spiel diese gedrückte Karte kontrollieren können.
5. zwei verschiedene Leere: Zwei leere Karten verschiedener Farben werden aus der Handkarte gleich ausgespielt. Mit den Karten aus dem 'Blinden' wird dann weitergespielt. Aus dem 'Blinden' muss der höchste Trumpf gedrückt werden. Die Karte wird abseits gelegt, damit die Mitspieler nach dem Spiel diese gedrückte Karte kontrollieren können.
6. kleiner Mann: Sofern man ihn hat (den kleinen Mann in der Handkarte), wird der Trumpf mit der 1 (kleiner Mann) gleich ausgespielt. Mit den Karten aus dem 'Blinden' wird dann weitergespielt.

Mit dem Reizen beginnt immer der Spieler rechts vom Kartengeber (Vorhand) und dann immer weiter reihum gegen den Uhrzeigersinn. Der Spieler rechts vom Kartengeber (Vorhand) kann beim Reizen immer „selber“ sagen, um das Spiel selbst an sich zu ziehen.
Der Gewinner des Reizens legt alle bis auf eine oder zwei seiner Handkarten verdeckt ab und nimmt stattdessen die 10 (bei 3 Spielern 12) Karten aus dem Blinden auf die Hand.
Als Erster spielt immer derjenige Spieler aus, der das Spiel ersteigert hat.
Die vom Spielmacher abgelegten Karten zählen in der Endabrechnung zu seinen Stichen.

### Spiel
Der Spielmacher spielt gegen die restlichen Spieler. Er versucht mit Stichen so viele Punkte wie möglich zu machen, um am Ende zusammen mit den abgelegten Karten mehr Punkte zu erzielen als seine Gegner zusammen.

## Wertung
Es gibt zwei Varianten der Wertung. Entweder werden die Karten in einem Dreierblock oder in einem Zweierblock gezählt.
Bei beiden Zählweisen haben die höchsten Karten (König, Gstieß und 21er) einen Wert von 4 und die niedrigsten Karten haben einen Wert von 1 (Bube) resp. 0 (leeren Karten, Truck von 2 bis 20). Der „Stich“ hat einen Wert von 1, also entweder 2 oder 3 Karten zusammen. In der Praxis wird aber so nie gezählt, sondern die Kartenwerte werden für alle Karten bis auf die Leeren um 1 erhöht und es werden Punkte abgezogen. Da es recht viele leere Karten gibt, im Spiel zu viert 35 von 54, ist dies die schnellere Zählweise.
Als Untervariante kann man bei beiden Varianten den Punkt für den Stich statt einer einzelnen Karte oder dem Stich zuzuordnen, diesen einen Punkt gleichmäßig über alle Karten verteilen, der Kartenwert erhöht sich folglich um 1/3 resp. 1/2. Das ist die Einzelzählung.
In Ausnahmefällen kann Sieg oder Niederlage je nach Zählweise unterschiedlich sein.
Angenommen eine Partei hätte am Schluss alle Könige und Gstieß, 21 und kleiner Mann, dazu zwei Reiter und drei leere.
In Zweierzählung wären das 38 Punkte, also verloren. In der Dreierzählung aber 36 Punkte und damit knapp gewonnen.

### Wertung bei einfacher Addierung
Bei einfacher Addierung werden die Kartenwerte einfach addiert, wobei hier meist eine Bildkarte (oder: ein Trumpf mit hoher Wertigkeit 4,5) und eine leere Karte (oder: ein Trumpf mit niederer Wertigkeit 0,5) addiert werden.
Beispiele:
- König (4,5) + Leere (0,5): 5 Punkte
- Gstieß (4,5) + Trumpf mit niederer Wertigkeit (0,5): 5 Punkte
- Bube (1,5) + Bube (1,5): 3 Punkte
- Leere (0,5) + Leere (0,5): 1 Punkt

Eine Spielpartei muss, um zu gewinnen, bei vier Spielern (von 79 möglichen) mindestens 40 Punkte erreichen, bei drei Spielern (von 77,5 möglichen) mindestens 39 Punkte erreichen.

### Wertung bei Addierung in Zweiergruppen
Hier kommt man auf die gleiche Punktzahl wie bei der einfachen Addierung, sie ist auch die ursprüngliche.
Die Karten werden in Zweiergruppen gezählt.
Bei zwei vollen Karten (Bilder oder Zähltrumpf (Stieß, 21, 1) wird ein Punkt von der Summe der Werte abgezogen.
Beispiele:
- König (5) + Leere (0) resp. König (4) + Leere (0) + Stich (1): 5 Punkte
- Gstieß (5) + Trumpf mit niederer Wertigkeit (0) resp. Gstieß (4) + Trumpf mit niederer Wertigkeit (0) + Stich (1): 5 Punkte
- Bube (2) + Bube (2) - Abzug (1) resp. Bube (1) + Bube (1) + Stich (1): 3 Punkte (Der Abzug erfolgt, da zwei volle Karten (Bilder oder Zähltrumpf))
- Leere (0) + Leere (0) + Stich (1): 1 Punkt

### Wertung bei Addierung in Dreiergruppen
Die Karten werden in Dreiergruppen gezählt.
Bei drei vollen Karten (Bilder oder Zähltrumpf (Stieß, 21, 1) werden 2 Punkte von der Summe der Werte abgezogen.
Bei zwei vollen Karten und einer leeren Karte wird 1 Punkt abgezogen.
Drei leere Karten zählen 1 Punkt.
Beispiele:
- König (5) + Bube (2) + 21 (5) - Abzug (2) = 12 minus 2 = 10 Punkte.

```
Andere Logik König (4) + Bube (1) + 21 (4) + Stich (1) = 10 Punkte.
```

- Dame (4) + Reiter (3) + Trumpf Nr. 17 (0) - Abzug (1) = 7 minus 1 = 6 Punkte.

```
Andere Logik Dame (3) + Reiter (2) + Trumpf Nr. 17 (0) + Stich (1) = 6 Punkte.
```

- „leere Karte“ (0) + Trumpf Nr. 16 (0) + „leere Karte“ (0) -Abzug (−1) = 1 Punkt.

```
andere Logik „leere Karte“ (0) + Trumpf Nr. 16 (0) + „leere Karte“ (0) + Stich (1) = 1 Punkt.
```

Am Schluss kann es vorkommen, dass keine Dreiergruppe übrig bleibt, dann gilt, dass bei zwei verbleibenden Karten aufgerundet wird (als ob eine Leere als dritte Karte dazu käme). Bei einer verbleibenden Karte am Schluss wird abgerundet (Zählkarten zählen einen Punkt weniger, eine leere Karte zählt 0).
Da bei nur 3 Spielern drei leere Karten aus dem Spiel genommen wurden (entspricht einem Punkt), wird dieser Punkt dem Alleinspieler dazugezählt.
Eine Spielpartei muss, um zu gewinnen, (von 70 möglichen) mindestens 36 Punkte erreichen. Haben beide Spielparteien 35 Punkte, hat keine Partei gewonnen/verloren (unentschieden). Ein Unentschieden wird regional auch als „Schneider“ bezeichnet (vgl. Schneider (Kartenspiel)).

### Spielwerte durch Reizen bzw. Steigerungen
- Cego = 1-fach
- eine = 2-fach
- eine Leere = 3-fach
- zwei gleiche Leere = 4-fach
- zwei verschiedene Leere = 5-fach
- kleiner Mann = 6-fach
- Solo gewinnt 2-fach und verliert 1-fach

Diese Spielwerte erhöhen sich um jeweils eine Stufe, wenn gegen ein Solo gereizt wird.

### Besonderheiten und Sonderspiele beim Spiel zu viert
Das Spiel zu viert verläuft durch die andere Kartenverteilung anders als bei drei Spielern. Es ist wesentlich schwieriger, bei drei Gegenspielern auf die notwendige Punktezahl zu kommen. Farben gehen schwerer durch.
Spielt kein Spieler Solo, kann bei vier Spielern Bettel oder Piccolo (nachrangig) angesagt werden:
- Bettel: Der Spieler spielt mit seiner Handkarte. Er darf keinen Stich (muss also 0 Punkte) machen.
- Piccolo: Der Spieler spielt mit seiner Handkarte. Er darf/muss genau einen Stich machen. Die erreicht Punktezahl ist hierbei egal.

Gibt es keine Ansage (Solo, Bettel, Piccolo) muss der Spieler in Vorhand Cego ansagen. Reizt kein Mitspieler mit, hat der Spieler in der Vorhand zwei Möglichkeiten:
- Er spielt das Cego: Zwei Karten mitnehmen in den Blinden, eine wieder drücken und versuchen, das Spiel zu gewinnen.
- Er spielt den Räuber: Jeder spielt für sich. Der Spieler, der die meisten Punkte gestochen hat, hat verloren.

Die Punktezählung bei Sonderspielen (Ultimo, Piccolo, Bettel usw.) ist praktisch von Ort zu Ort unterschiedlich. Und auch die Liste der Sonderspiele. In Ichenheim kennt man ein Solodu. In Oberwolfach kennt man hingegen den Ultimo nicht. In manchen Schwarzwälder Ortschaften gibt es das Sonderspiel Drescher, bei dem der mit dem letzten Stich verliert. In Bad Säckingen hat man zusätzlich die Sonderspiele Pascha, Duo, Quarto und Quinto. Nachfolgend die Punkte, wie sie John McLeod dokumentiert hat. Die Regeln der Schwarzwaldmeisterschaften sind hier. Es wäre zu erwarten, dass eine Punktzahl von 80 einer Zweizählung und eine von 70 einer Dreierzählung entspricht. Dies ist aber nicht so. Es gibt die Kombination von Dreierzählung und 80 Punkte für einen Ultimo.
| Ort                             | Ultimo | Piccolo | Bettel | Räuber |
| Schwarzwaldmeisterschaft        | 80     | 40      | 30     | 40     |
| Bräunlingen Turnierregeln 1997  | 80     | 40      | 40     | 40     |
| F.X. Schmidt, Oberwolfach       | -      | 50      | 75     | 25     |
| Bräunlingen Ministranten 1997   | 70     | 40      | 50     | 30     |
| Bräunlingen, Gasthaus zum Löwen | 80     | 30      | 30     | 30     |
| Bad Säckingen                   | 80     | 70      | 80     | 40     |

### Regionale Varianten
- Die Spielwerte durch Reizen bzw. Steigern erhöhen sich in anderer Weise als oben angegeben.
- Beim Reizen kann auch mit einer Halben gereizt werden. Es gelten beim Spiel mit einer Halben folgende Steigerungen: Cego – einfach, halbe – zweifach, eine – dreifach und so weiter. Der Spieler der Halbe sagt, spielt eine leere Karte aus seiner Handkarte aus und nimmt eine weitere beliebige Karte (vorzugsweise den höchsten Trumpf) mit in den Blinden. Aus dem Blinden muss eine beliebige Karte wieder gedrückt werden (so haben alle Spieler 13, bzw. bei 4 Spielern 11, Karten auf der Hand).
- Hat ein Spieler bei einem Spiel mit drei Spielern z. B. mehr als 8 Trümpfe oder 8 Trümpfe + nur 2 Farben + 2 Trümpfe über 17 so muss/sollte er Solo ansagen. Meldet ein Spieler bei einem solchen Blatt Solo nicht an, obwohl die Voraussetzungen gegeben sind, kann der Spieler, der den Blinden aufnimmt, die Karten aufdecken lassen. Wird ein Spieler dann beim Schinden erwischt, muss dieser das Spiel bezahlen als hätte er keine Punkte gemacht. Schinden ist aber nicht Betrügen, sondern legales Spielverhalten mit dem Risiko, erwischt zu werden.
Beim Spiel zu viert greift diese Regel ab 8 Drogg.
- Beim Spielen mit drei Spielern ist auch ein Räuber erlaubt (wie beim Spiel mit vier Spielern).
- Solo wird mit angemeldetem Durchmarsch gespielt. Der Solospieler muss alle Stiche machen.
- Weiteres Sonderspiel beim Spiel zu viert: Piccolo in zwei oder auch Mord genannt. Der Spielmacher muss genau zwei Stiche machen. Diese Variante ist theoretisch beliebig erweiterbar z. B. Piccolo in drei, Piccolo in vier. Bei Turnierspielen wird meist nur Piccolo in eins zugelassen.
- Weiteres Sonderspiel beim Spiel zu viert: Aufgelegter Bettel genannt. Wird wie Bettel gespielt, nur dass die Handkarten des Einzelspielers für alle sichtbar auf den Tisch abgelegt werden. Der Spielwert ist hier meist doppelt so hoch wie beim (einfachen) Bettel.
- Die Reihenfolge von Bettel und Piccolo ist eine andere wie oben angegeben. Insbesondere dann, wenn mit „erweiterten“ Betteln oder Piccolos gespielt wird.
- Alternativ zum Räuber kann auch der Drescher gespielt werden. Beim Drescher spielt jeder für sich alleine und derjenige hat verloren, welcher den letzten Stich eines Spiels macht.
- Beim Spiel mit zwei Leeren oder zwei verschiedenen Leeren muss kein Trumpf gedrückt werden, sondern kann eine beliebige Karte gedrückt werden.
- Beim Reizen bzw. Spiel mit Leeren kann auch ein statt der Leeren ein Bild gespielt werden, falls keine Leeren vorhanden sind. Das gespielte Bild sticht dann aber für den Einzelspieler nicht.
- Falls ein Spieler einen Ultimo spielen möchte, so kann er den kleinen Mann von einem Mitspieler kaufen, sofern der kleine Mann nicht im Blinden liegt. Für den Erhalt des kleinen Mannes von einem Mitspieler erhält der Mitspieler, der den kleinen Mann verkauft, z. B. einen Trumpf in einer bestimmten Höhe vom Einzelspieler. Meist beinhaltet diese Zusatzregel, dass der Verkäufer des kleinen Manns bei Gewinn des Einzelspielers nicht (mit den anderen) mitverliert.
- Variante des Räuber: Macht beim Räuber jemand keinen Stich, so gewinnt dieser Spieler (er ist dann Jungfrau) doppelt.
- Variante des Räuber: Verliert derjenige Spieler den Räuber welcher den Räuber selbst ansagt hat, so gewinnen bzw. verlieren alle doppelt.
- Der Räuber wird „nach Regeln“ gespielt. D.h. im ersten Stich muss immer der Gstieß ausgespielt werden, sofern er sich in den Handkarten der Spieler befindet. Im zweiten Stich muss dann immer die Trumpfkarte 21 („Mund“) gespielt werden, und im dritten Stich die Trumpfkarte 1 („kleiner Mann“). Ein Räuber ohne diese Regeln wird dann im Gegensatz zum „Räuber nach Regeln“ als „wilder Räuber“ bezeichnet.
- Hat jemand Solo angesagt, so darf der „Solosagende“ nicht weiter mitreizen, wenn jemand gegen das Solo reizt.
- Hat ein Spieler sieben leere Karten erhalten, darf er vor der Soloabfrage verwerfen, es wird neu gemischt.